# Leucania marginata
Leucania marginata är en fjärilsart som beskrevs av Tutt 1891. Leucania marginata ingår i släktet Leucania och familjen nattflyn. Inga underarter finns listade i Catalogue of Life.